# Cratere Magritte
Magritte  è un cratere sulla superficie di Mercurio.
Il cratere è dedicato al pittore belga René Magritte.